# 비블리오테카 히스토리카

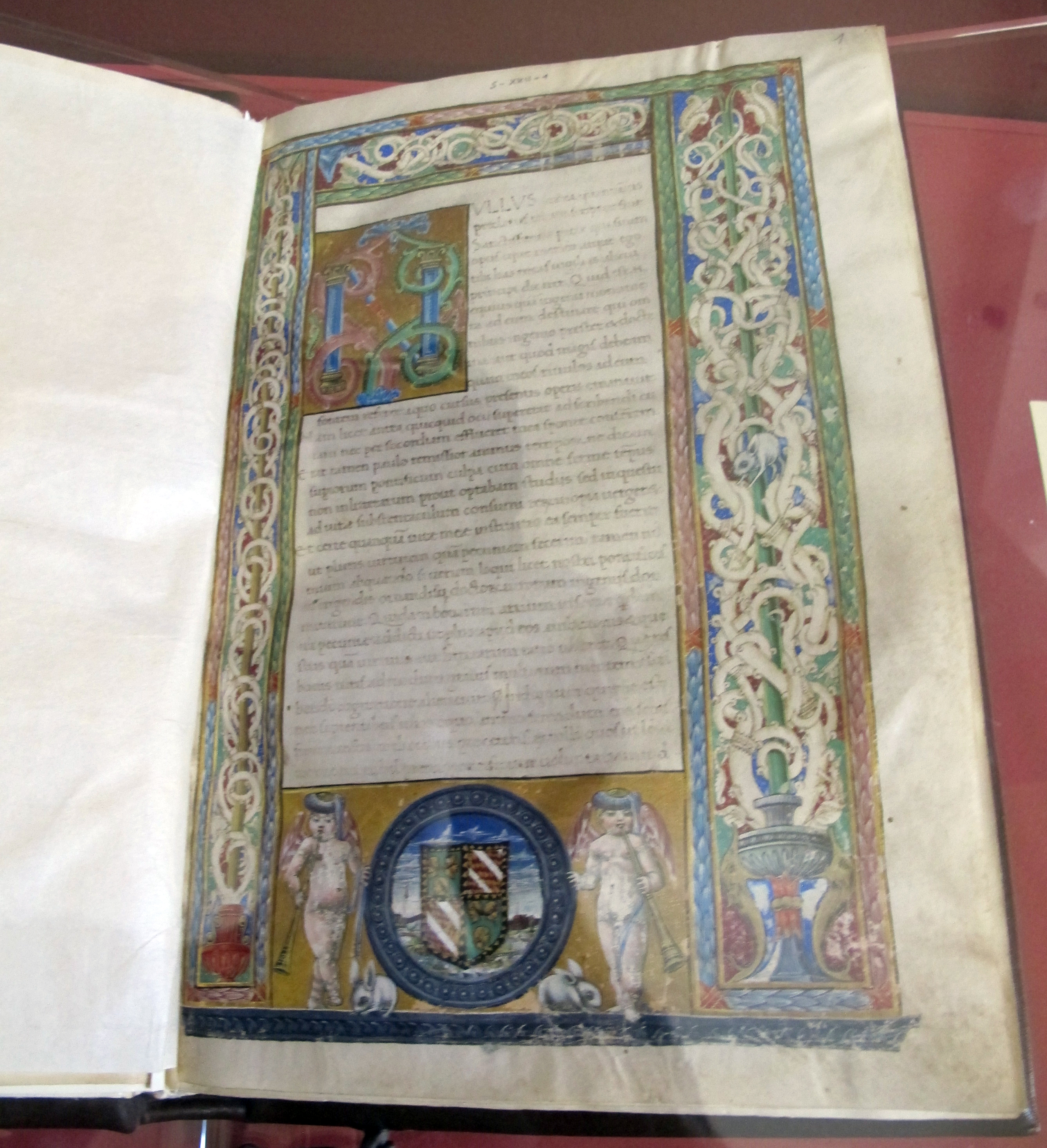
《비블리오테카 히스토리카》의 중세시대 원고

《비블리오테카 히스토리카》(고대 그리스어: Βιβλιοθήκη ἱστορική, Bibliotheca historica)는 시칠리아 출신의 그리스인 디오도로스 시켈로스가 저술한 보편적인 역사서이다. 이것은 편년체로 서술된 40권으로 구성되어 있으며, 크게 3장으로 나뉘어 있다. 첫 6권은 지리에 대한 주제를 다룬 것이며, 역사와 문화를 소개하고 있다. 1권에서는 이집트, 메소포타미아, 인디아, 스키티아를 다루고 있으며, 2권에서는 아라비아, 3권에서는 북아프리카, 그리고 4권에서 6권까지는 그리스와 유럽을 다루고 있다. 다음 장(7권~17권)에서는 트로이 전쟁에서 시작하여, 알렉산더 대왕의 죽음까지의 세계사를 상세히 설명하고 있다. 마지막 장(17권~끝)에서는 알렉산더 대왕의 계승자로부터 시작된 역사적 사건부터 기원전 60년까지 또는 기원전 59년 카이사르의 갈리아 전쟁까지를 다루고 있다. 3장은 현재 소실되었고, 그가 서문에 남긴 대로 갈리아 전쟁의 시작까지 저술되었는 지는 알 수 없다. (기원전 60년 이후 건강 악화로 저술을 중단한 증거가 있기 때문이다.) 그가 선택한 《비블리오테카 히스토리카》(Bibliotheca historica)라는 이름에서 알 수 있듯이, 많은 문헌들을 취합한 것, 즉 저서를 모은 것이라는 것을 인정한다는 의미이다. 현재 확인된 것으로 그가 발췌한 역사서의 저자들로는 아브레라의 헤카타이오스, 크니도스의 크테시아스, 에포로스, 테폼포스, 카르디아의 히에로니모스, 사모스의 두리스, 디일로스, 필라토스, 티마이우스, 폴리비오스, 그리고 포시오니오스가 있다.
디오도로스의 방대한 저서는 온전하게 남아 있지 못하다. 현재 1 ~ 5권, 11 ~ 20권까지만 남아 있다. 나머지 부분은 포티오스나 콘스탄틴 포르피로제니토스의 초록에서 확인할 수 있는 단편으로만 남아 있다.

## 편년체

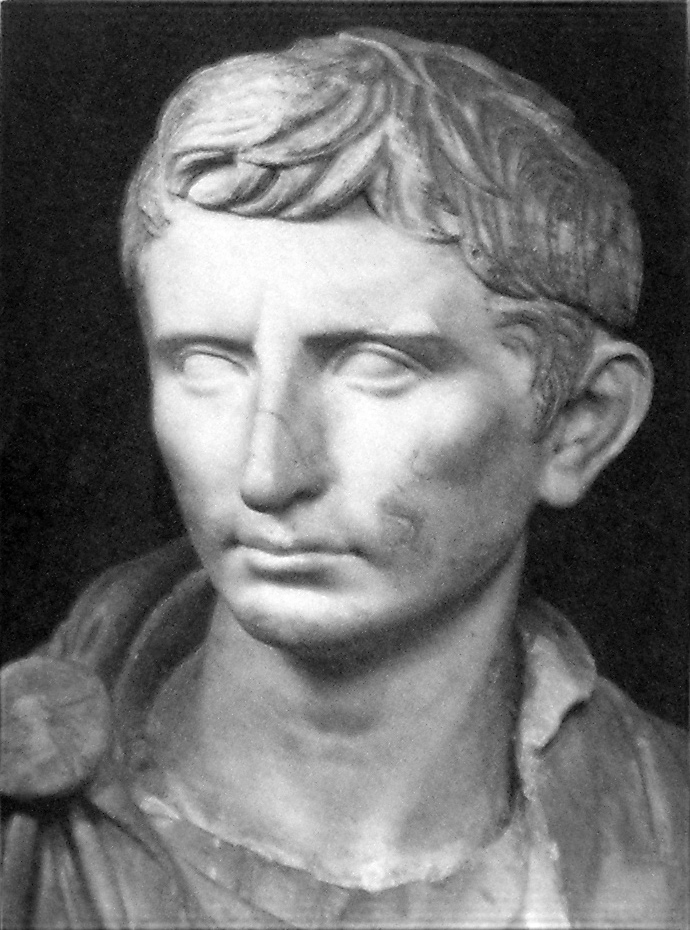
비블리오테카의 역사는 옥타비아누스의 통치기인 기원전 36년에서 30년 사이에 완성되었다.

디오도로스가 언급한 가장 빠른 시대는 그가 기원전 60년에서 56년 사이에 이집트를 방문한 제180회 올림피아드이다. 이 방문에서 그는 이집트인들에게서는 신성불가침의 대상인 고양이를 죽인 로마인의 죽음을 요구하는 성난 군중들을 목격한다. 디오도로스가 언급한 가장 마지막 사건은 옥타비아누스의 원군 요청을 거절하여 기원전 36년 해전의 패배를 가져오게 한 타우로메니움과 관련된 도시에 대한 보복이었다. 디오도로스는 이집트가 기원전 30년 로마의 속주가 된 것을 전혀 모르고 있음을 보여주고 있다. 그리하여 그가 마지막 원고를 그 사건 이전에 탈고했음을 추정할 수 있다. 디오도로스는 자신이 역사서를 종합하는데 30년을 바쳤으며, 박해를 받아가며 유럽부터 아시아까지 수많은 위험천만한 여행을 했다고 주장하고 있다. 일부 비평가들은 목격했다는 사건에 여러 가지 중대한 오류가 있음을 알아내고는 그의 주장에 의문을 제기하기도 한다.

## 목차
- 제1권 신화, 이집트의 제왕과 관습
- 제2권 아시리아의 역사, 인도, 스키타이, 아랍, 도서의 설명.
- 제3권 에티오피아, 아프리카의 여인족, 아틀란티스의 주민, 먼저 신들의 기원.
- 제4권 헬라스의 주요 신들, 아르고 호의 선원들, 테세우스, 테바이 공격 7명.
- 제5권 유럽, 여러 도서와 서방 사람들, 로도스, 그리스 섬
- 제6권 ~ 제10권 트로이아 전쟁에서 앞으로 480년까지 [단편]
- 제9권 일곱 현인과 크로이소스 왕
- 제10권 피타고라스 학파, 참주, 페르시아 전쟁
- 제11권 기원전 480년 ~ 기원전 451년
- 제12권 기원전 450년 ~ 기원전 416년
- 제13권 기원전 415년 ~ 기원전 405년
- 제14권 기원전 404년 ~ 기원전 387년
- 제15권 기원전 386년 ~ 기원전 361년
- 제16권 기원전 360년 ~ 기원전 336년
- 제17권 기원전 335년 ~ 기원전 324년
- 제18권 기원전 323년 ~ 기원전 318년
- 제19권 기원전 317년 ~ 기원전 311년
- 제20권 기원전 310년 ~ 기원전 302년
- 제21권 ~ 40권 기원전 301년 ~ 기원전 60년